# Boncourt, Eure-et-Loir

Boncourt este o comună în departamentul Eure-et-Loir, Franța. În 1 ianuarie 2022 avea o populație de 283 de locuitori.